# Oscar Larrauri
Oscar Rubén Larrauri,  argentinski dirkač Formule 1, *19. avgust 1954, Granadero Baigorria, Argentina.
Oscar Larrauri je upokojeni argentinski dirkač Formule 1. V sezoni 1982 je osvojil prvenstvo Evropske Formule 3. V Formuli 1 je debitiral v sezoni 1988, ko se mu na šestnajstih dirkah osemkrat ni uspelo kvalificirati na dirko, petkrat je odstopil, kot najboljši rezultat karieri pa je dosegel trinajsto mesto na dirki za Veliko nagrado Mehike. Nastopil je še na zadnjih šestih dirkah naslednje sezone 1989, ko se mu na nobeni izmed Velikih nagrad ni uspelo kvalificirati na dirko, kasneje pa ni več dirkal v Formuli 1.

## Popolni rezultati Formule 1
(legenda) (odebeljene dirke pomenijo najboljši štartni položaj, poševne pa najhitrejši krog, †-uvrščen kljub odstopu)
| Leto | Moštvo          | Šasija         | Motor                    | 1       | 2       | 3       | 4      | 5       | 6        | 7       | 8      | 9      | 10      | 11       | 12       | 13       | 14       | 15       | 16       | Prv | Toč |
| ---- | --------------- | -------------- | ------------------------ | ------- | ------- | ------- | ------ | ------- | -------- | ------- | ------ | ------ | ------- | -------- | -------- | -------- | -------- | -------- | -------- | --- | --- |
| 1988 | EuroBrun Racing | EuroBrun ER188 | Ford Cosworth DFZ 3.5 V8 | BRA DNS | SMR DNQ | MON Ret | MEH 13 | KAN Ret | VZDA Ret | FRA Ret | VB DNQ | NEM 16 | MAD DNQ | BEL DNPQ | ITA DNPQ | POR DNPQ | ŠPA DNQ  | JAP DNQ  | AVS Ret  | -   | 0   |
| 1989 | EuroBrun Racing | EuroBrun ER189 | Judd CV 3.5 V8           | BRA     | SMR     | MON     | MEH    | ZDA     | KAN      | FRA     | VB     | NEM    | MAD     | BEL      | ITA DNPQ | POR DNPQ | ŠPA DNPQ | JAP DNPQ | AVS DNPQ | -   | 0   |